# Передача (баскетбол)
У баскетболі передачею називають успішне передавання м'яча гравцем, який їм володіє, партнерові по команді для продовження атаки.
У вужчому значенні терміна під передачею розуміють результативну передачу (англ. assist), тобто таку, після отримання якої партнер по команді завершує атаку влучним кидком з гри. Зазвичай статистичні дані по передачах стосуються саме результативних передач. При цьому залежно від періоду і турніру визначення результативної передачі відрізняється. Зокрема в оригінальному визначенні результативної передачі враховувалися лише передачі, після яких відразу ж слідував успішний кидок, згодом почали зараховуватися й ситуації, коли такому кидку передувало ведення м'яча отримувачем передачі.
Крім того, на відміну від НБА, у деяких лігах, зокрема за правилами ФІБА, результативною вважається й передача, після якої влучному кидку завадило порушення правил, і хоча б один зі штрафних кидків, призначених за це порушення, був результативним.

## Передачі у тактиці
За класичної баскетбольної тактики найбільшу кількість результативних передач набирають гравці, що грають на позиції розігруючого захисника, обов'язком якого є пошук шляхів продовження атаки, нерідко з виведенням партнера по команді безпосередньо на ударну позицію. 
При наявності високласного центрового команди можуть використовувати тактику, при якій «останній пас», тобто потенційно результативну передачу, виконує саме гравець цього ігрового амплуа. Зокрема в сезоні 1967–1968 лідером НБА за кількістю результативних передач за гру (8,6) став центровий Вілт Чемберлейн. Крім гарного бачення майданчику успішність передач від центрового нерідко залежить від його результативності — якщо такий центровий є основною опцією своєї команди у нападі, то до його захисту нерідко підключається двоє супротивників, залишаючи одного з його партнерів без опіки.

## Рекорди НБА
Найбільшу кількість результативних передач за гру (53) набрали «Мілвокі Бакс» 26 грудня 1978 року. Особистий рекорд за кількістю передач за гру належить Скотту Скайлзу, який 30 грудня 1990 року у грі за «Орландо Меджик» 30 разів успішно асистував партнерам по команді.
Найбільшу кількість результативних передач протягом кар'єри (15 806) віддав Джон Стоктон, йому ж належить й рекорд за середньою кількістю передач за гру в сезоні — 14,5 в сезоні 1989–1990. Водночас найбільшу середню кількість передач протягом усієї кар'єри мав Меджик Джонсон (11,2 за гру).